# Amorphoscelis brunneipennis
Amorphoscelis brunneipennis (лат.) — вид богомолов рода Amorphoscelis из семейства Amorphoscelidae.

## Распространение
Встречается в Южной Азии: Индия, Шри-Ланка.

## Описание
Длина около 2 см. Тело тёмно-коричневое. Голова и переднеспинка густо испещрены тёмно-коричневыми пятнами. Лобный склерит гладкий, черноватый, верхний край дугообразный. Середина глаза с 2 бугорками и поперечными бороздками. Боковые доли темени относительно крупные, тупые. Усики базально светлоокрашенные, попеременно светло- и тёмноокрашенные. Переднеспинка с 2 тупыми коническими бугорками по заднему краю; киль тонкий, линейный. Передние ноги жёлтые; тазики коричневатые базально и апикально; бёдра дистально и голени апикально коричневые. Средние и задние ноги с коричневыми коксами; бёдра и голени с коричневатыми кольцами. Переднее крыло почти полностью матовое, тёмно-коричневое; радиальная жилка с тёмными пятнами. Заднее крыло гиалиновое, за исключением коричневой боковой области. Церки тёмно-коричневые, дистальный сегмент немного асимметрично эллиптический. Глаза выступающие, круглые. Лобный склерит поперечный, узкий, дугообразно изогнут, верхний край пазушный; боковые доли темени бугорчатые. Переднеспинка почти такой же длины, как ширина, поперечный гребень у надкоксальной бороздки; передние бёдра без шипиков по обоим краям, дисковидный шип один; передние голени только с терминальным шипом; наданальная пластинка поперечная, треугольная; церки уплощены на дистальном сегменте.